# Абу-Ель-Гарадік
Абу-Ель-Гарадік – нафтогазоконденсатне родовище на заході Єгипта.   
Родовище, яке виявили у 1969 році, стало  першим у басейні Абу-Ель-Гарадік та третім у Західній пустелі (після виявленого за три роки до того родовища Аламейн та відкритого у 1968-му родовища Умбарака). Свердловина-відкривач AG-1 досягнула глибини у 4098 метрів та виявила газ із значним вмістом більш важких вуглеводнів у формаціях крейдового періоду – Бахарія і Харіта (сеноманський та сеномансько-альбський яруси відповідно). Крім того, спостерігались нафтопрояви у розташованому вище одному з горизонтів формації Абу-Роаш (так само крейдовий період). Подальше розвідувальне та оціночне буріння дозволило уточнити розміри і параметри відкриття та виявити комерційні поклади нафти в цілому ряді горизонтів Абу-Роаш, зокрема, C, D, E (всі – туронський ярус) та G (сеноманський ярус). Серед газових покладів особливе значення мали належні до Бахарії, при цьому на початку 2010-х буріння на Бахарію дозволило виявити тут і значний нафтовий потенціал. Глибина залягання продуктивних покладів у Абу-Роаш та Бахарії становить від 2,6 до 3,2 км.
Можливо відзначити, що фактично Абу-Ель-Гарадік є комплексом родовищ, розташованих на великій антиклінальній структурі Абу-ель-Гарадік, яка витягнулась з північного сходу на південний захід на кілька десятків кілометрів. Зокрема, окрім виявленого наприкінці 1960-х головного родовища велике значення має розташоване на південний захід від нього (неподалік від межі з концесійною ділянкою, на якій наразі веде діяльність «Нафтогаз України») родовище Південний Абу-Ель-Гарадік (також можливо зустріти позначення Абу-Ель-Гарадік 2). Між Абу-Ель-Гарадік та Південним Абу-Ель-Гарадік (ближче до останнього) лежить відкрите у 2012 році родовище Мегар (Meghar), поклади вуглеводнів якого пов’язані із формаціями Абу-Роаш (горизонти Е та G) і Бахарія.
Розробка Абу-Ель-Гарадік почалась у 1973 році із нафтових покладів формації Абу-Роаш, при цьому продукцію відправляли нафтопроводом до середземноморського терміналу Ель-Хамра. В 1975-му із Бахарії почали добувати газ, який спершу використовували для власних потреб і лише у 1977-му із введенням в дію газопроводу Абу-Ель-Гарадік – Дашур стало можливо перейти до масштабної розробки запасів блакитного палива. 
Станом на 1992 рік на родовищі вже було споруджено біля чотирьох десятків свердловин.
В 2014-му на Південному Абу-Ель-Гарадіку спорудили свердловину із завершальною горизонтальною ділянкою, яка мала стати першою у програмі із восьми таких свердловин.
Станом на другу половину 2010-х років початкові запаси комплексу Абу-Ель-Гарадік оцінювались у 96 млн барелів нафти і конденсату та 14,6 млрд м3 газу (разом 182 млн барелів нафтового еквівалента), при цьому біля половини з них вже були видобуті. В 2017-му досягнули пікового видобутку із добовим показником у 30 тисяч барелів нафти і конденсату та 3,6 млн м3 газу. За іншими даними, запаси становлять 320 млн барелів нафтового еквівалента.
Можливо відзначити, що в середині 1980-х неподалік почався розвиток проектів інших компаній. Так, General Petroleum Company (GPC) опікувалась нафтогазоконденсатними родовищами GPT та GPY, першу продукцію з яких подали на майданчик Абу-Ель-Гарадік для подальшого транспортування трубопроводами до Ель-Хамри та Дашуру. Втім, вже у 1990-му GPC ввела в дію власний газопровід.
Виявлення Абу-Ель-Гарадік було пов’язане із діяльністю іноземного інвестора – компанії Amoco. Родовище оголосили комерційним у 1972 році, після чого у відповідності до концесійної угоди сформували спеціалізовану компанію-оператора Fayoum Petroleum Company, яка мала перебрати на себе подальші роботи на блоці. Втім, вже у 1976 році три наявні на той час концесійні угоди Amoco були об’єднані, а єдиною компанією-оператором стала Gulf of Suez Petroleum Company (GUPCO), яку створили ще в 1960-х роках за результатами успішної розвідки на ліцензійному блоці у Суецькій затоці.
У 1998 році Amoco стала частиною нафтогазового гіганта BP, а у 2010-му BP, яка збирала кошти для виплати компенсацій після аварії бурової платформи Deepwater Horizon, продала єгипетські активи американській корпорації Apache, після чого компанією-оператором для Абу-Ель-Гарадік стала Khalda Petroleum Company (до того вже працювала на інших ліцензійних ділянках у Західній пустелі). У 2013-му Apache продала третину своїх прав китайській China Petrochemical Corporation, також відомій як Sinopec Group (варто відзначити, що мова йде саме про права інвестора, тоді як частки у компанії-операторі розподілені 50%/50% між інвестором та єгипетською державною Egyptian General Petroleum Corporation).